# Eremiaphila mzabi
Eremiaphila mzabi är en bönsyrseart som beskrevs av Lucien Chopard 1941. Eremiaphila mzabi ingår i släktet Eremiaphila och familjen Eremiaphilidae. Inga underarter finns listade i Catalogue of Life.